# Allergologia
L'allergologia è una branca della medicina che si occupa della prevenzione, della diagnosi e del trattamento delle allergie, patologie immunitarie caratterizzate da ipersensibilità verso particolari sostanze, e delle malattie ad esse correlate.
Le competenze del medico interessano per ovvi motivi anche il campo dell'immunologia.

## Storia
La storia dell'immunologia nasce nel 1906 con la definizione del concetto di allergia da parte del medico austriaco Clemens von Pirquet, data in cui insieme al collega Béla Schick identificò la cosiddetta malattia da siero.
Il termine indicava una reazione avversa alla somministrazione di un antigene.
Attualmente con allergia si intende soltanto un particolare tipo di reazione di ipersensibilità, che rientra comunque nella classificazione oggi accettata, e fornita nel 1963 da Philip Gell e Robin Coombs.
Secondo la definizione di von Pirquet, «allergia» significava infatti "reazione modificata" del sistema immune, e poteva applicarsi tanto alla malattia da siero (oggi classificata ipersensibilità di tipo III mediata da complessi antigene-anticorpo), quanto alla reazione alla tubercolina (oggi classificata Ipersensibilità di tipo IV cellulo-mediata), mentre il termine «allergia» nella Classificazione di Gell e Coombs viene riservato solo alle reazioni di Ipersensibilità di Tipo I o immediata.

## Epidemiologia
Importante nell'ambito della prevenzione è lo studio epidemiologico dei casi di allergie e di patologie correlate quali rinopatie, orticaria, asma.
L'incidenza dei casi di malattie allergologiche è in costante aumento; alcuni studi epidemiologici individuano come fattore influente l'incremento dell'inquinamento atmosferico.